# Chāy Yerlū
Chāy Yerlū (persiska: چايِرلو, چای یرلو, Chāyerlū) är en ort i Iran.   Den ligger i provinsen Zanjan, i den nordvästra delen av landet, 300 km väster om huvudstaden Teheran. Chāy Yerlū ligger 2 004 meter över havet och antalet invånare är 742.
Terrängen runt Chāy Yerlū är kuperad. Runt Chāy Yerlū är det ganska glesbefolkat, med 47 invånare per kvadratkilometer. Närmaste större samhälle är Gol Tappeh, 10,9 km nordost om Chāy Yerlū. Trakten runt Chāy Yerlū består i huvudsak av gräsmarker.